# Evangelische Kirche Odenhausen (Lumda)

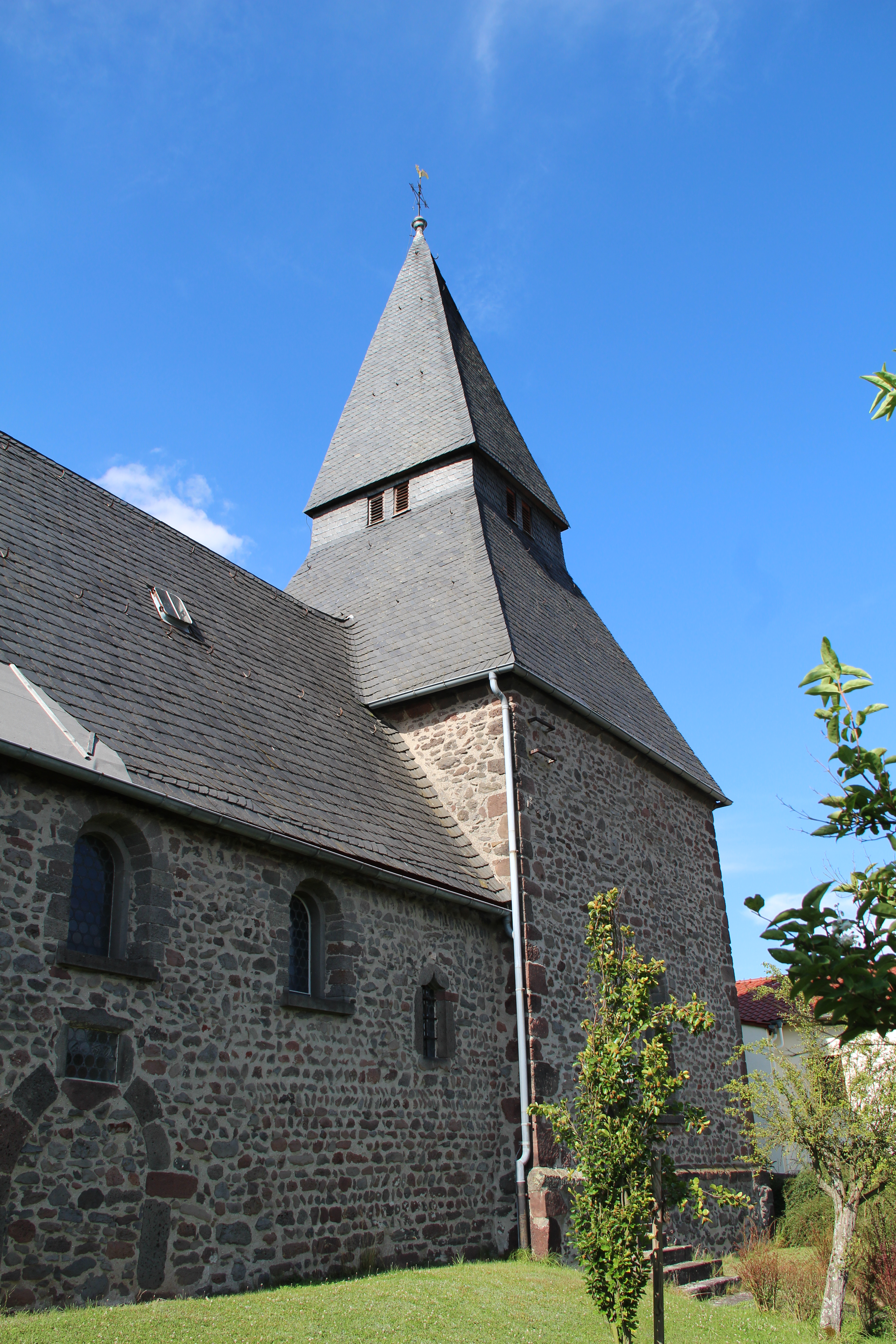
Kirche von Süden

Die Evangelische Kirche in Odenhausen, einem Ortsteil der Gemeinde Rabenau im Landkreis Gießen (Hessen), ist eine schmale romanische Saalkirche aus dem Ende des 11. Jahrhunderts mit einem gedrungenen gotischen Chorturm des 13. Jahrhunderts. Das hessische Kulturdenkmal ist eine der ältesten erhaltenen Kirchen im Landkreis.
Die Kirchengemeinde gehört zum Kirchspiel Londorf im  Dekanat Gießener Land in der Propstei Oberhessen der Evangelischen Kirche in Hessen und Nassau.

## Geschichte

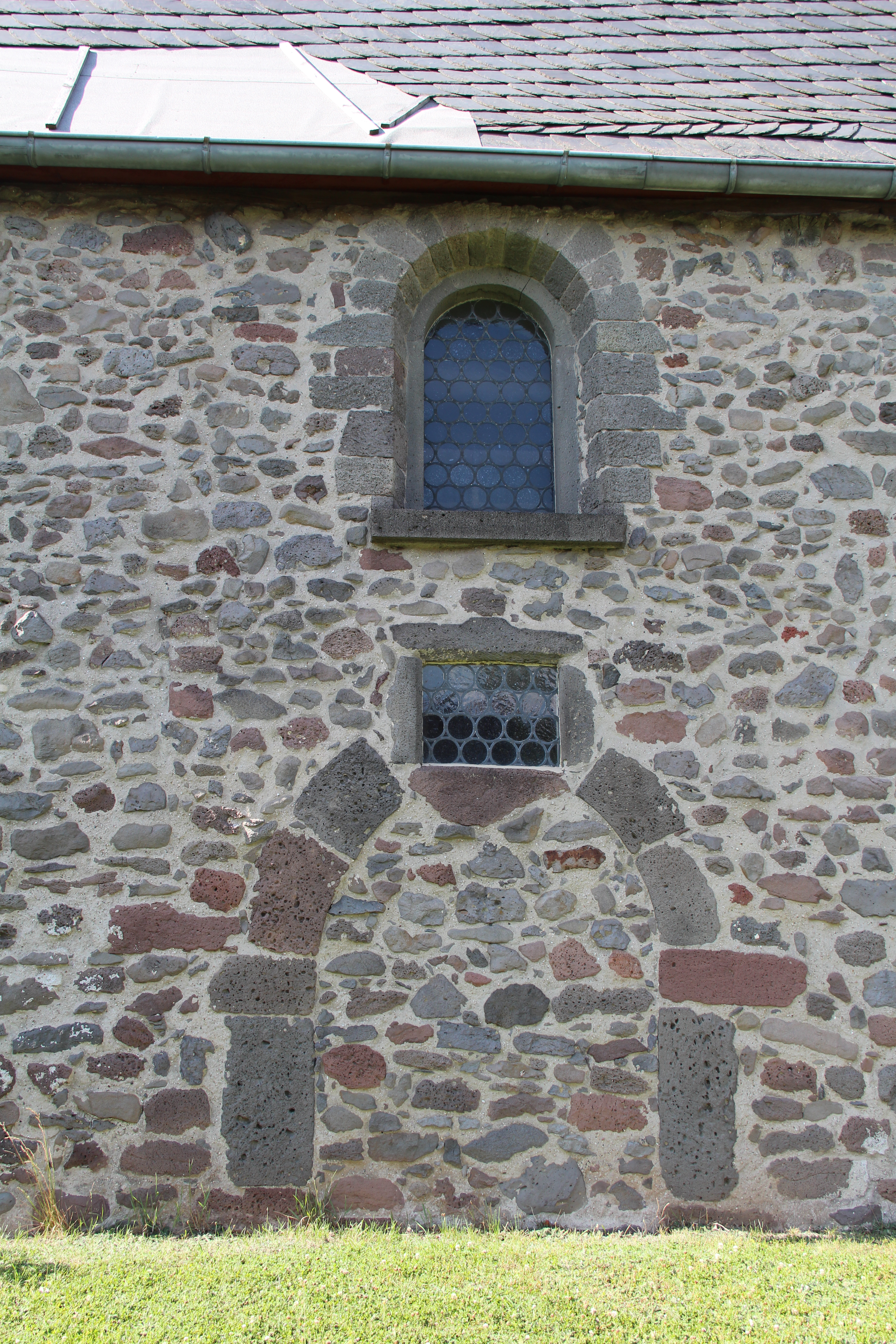
Vermauertes Südportal

Die Kirche war von Anfang an bei Londorf eingepfarrt. Im Mittelalter gehörte Odenhausen zum Londorfer Sendbezirk und war kirchlich dem Archidiakonat St. Stephan in der Erzdiözese Mainz zugeordnet. Die Kirche war dem heiligen Alban geweiht. Mit Einführung der Reformation (1528 im Lumdatal) wechselte der Ort zum evangelischen Bekenntnis, hielt aber noch für lange Zeit Gottesdienste für den hl. Alban ab.
Nach den Schäden durch den Dreißigjährigen Krieg wurden diese in den 1660er Jahren beseitigt. Bei der Sanierung 1734 wurden das Kirchendach und die Emporen erweitert und mit Brüstungsmalereien versehen. Die nördliche Chorempore mit Wappen in der Brüstung wurde 1734 auf Veranlassung von Georg Moritz von Nordeck zur Rabenau eingebaut, der hier im Jahr 1702 Anna Maria geb. Nordeck zur Rabenau heiratete. Hierauf weisen die Inschriften „G · M  · V · N · Z · R“ und  „A · M  · V · N · Z · R“. 1858 erfolgte eine Renovierung, bei der Fenster und Türen erneuert und die Brüstungsmalereien überstrichen wurden. Zudem schaffte die Gemeinde eine Orgel an und baute hierfür die östliche Chorempore ein. 1908 folgte eine Innensanierung, bei der die niedrige gotische Flachdecke höher gesetzt und in Stuck ausgeführt wurde. In diesem Zuge wurden die Malereien der Emporenbrüstung wieder freigelegt. Im Jahr 1924 wurde Odenhausen zur eigenständigen Pfarrei erhoben und Geilshausen, Rüddingshausen und Weitershain eingepfarrt. Mauerschäden im Turm wurden 1977 beseitigt. Nach dem Verkauf der Orgel im Jahr 1978 wurden die Choremporen entfernt und ein gebraucht erworbenes Orgelpositiv in der Südwestecke auf der Langhausempore aufgestellt. Im Jahr 2017 folgte eine Sanierung des Kirchendachs, bei der schadhafte Holzbalken aus dem 12. Jahrhundert ersetzt wurden.

## Architektur

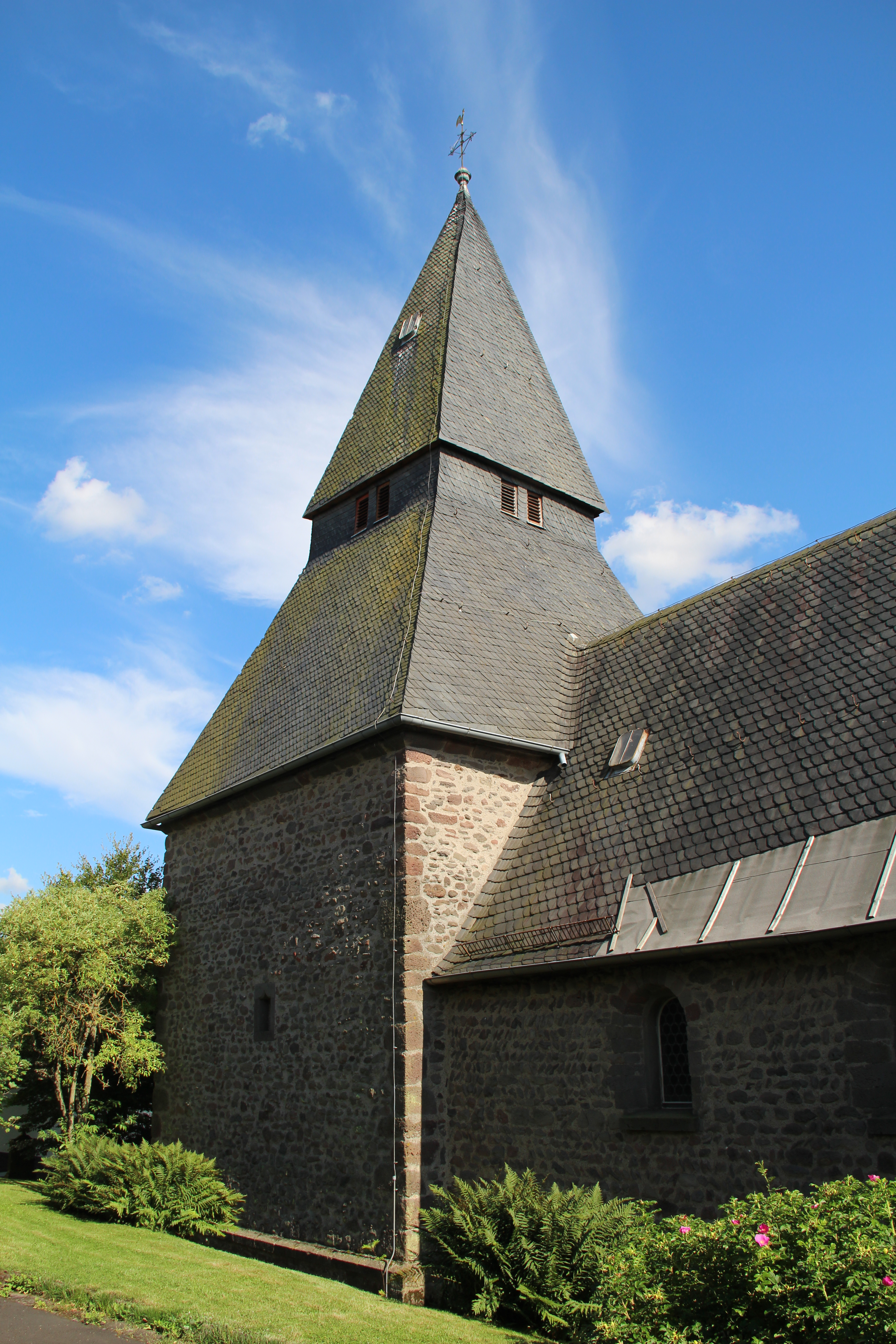
Nordseite mit Fischgrätenverband

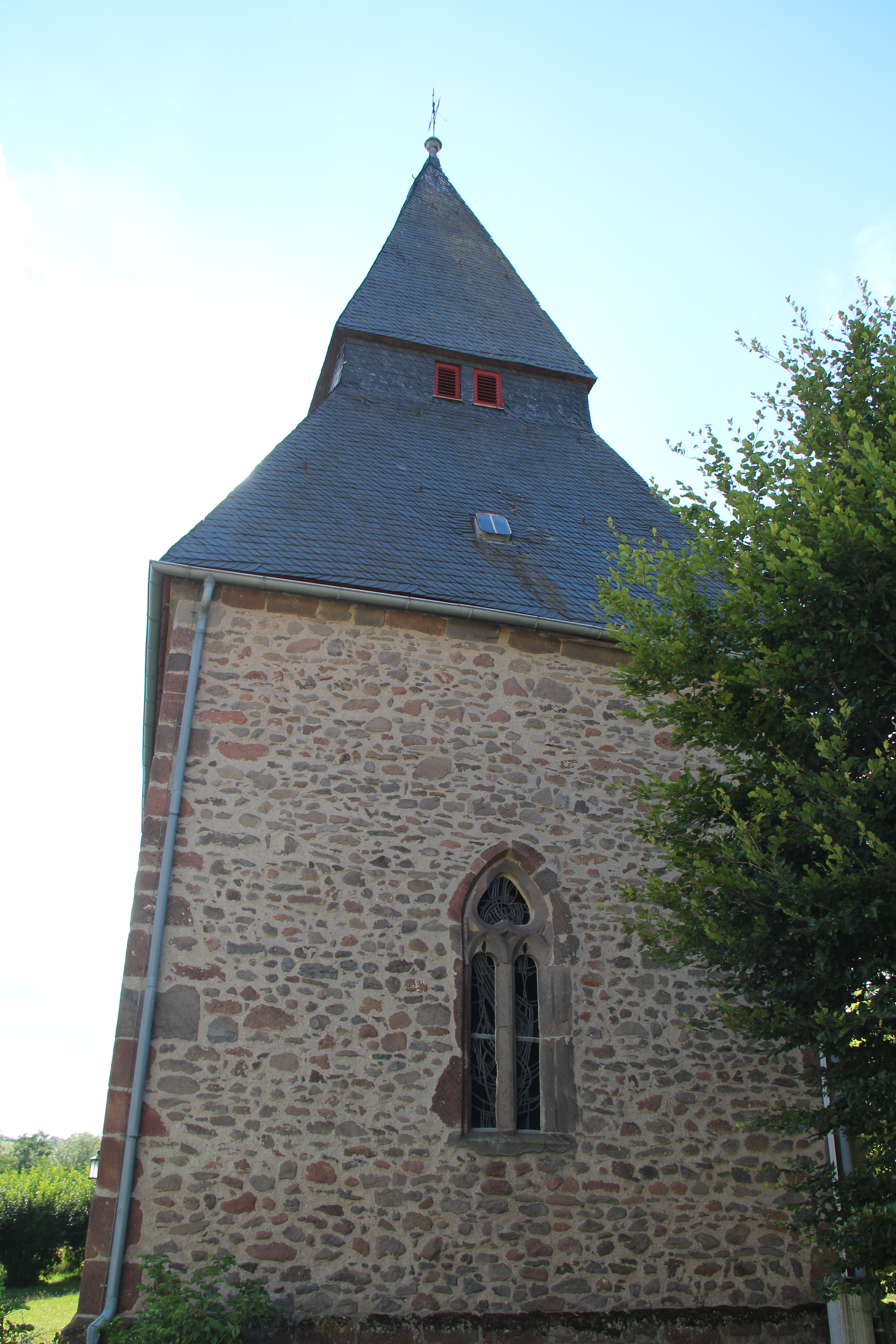
Ostseite des Turms

Die Kirche ist auf einer Anhöhe am nordwestlichen Ortsrand aus Feld- und Bruchsteinmauerwerk aus dem hiesigen Basalt errichtet. Die Gliederungen bestehen aus Londorfer Basaltlava (Lungstein). An der Ostseite ist ein gedrungener Chorturm an die schmalere Rechteckkirche angebaut.
Der aufgemauerte Turmschaft mit schrägem Sockel auf längsrechteckigem Grundriss nähert sich einer Würfelform an. Der verschieferte Pyramidenhelm aus frühgotischer Zeit ist in der Mitte durch senkrechte Wandungen unterbrochen, in denen gekuppelte rechteckige Schalllöcher angebracht sind. Er wird von Turmknauf, Kreuz und Wetterhahn bekrönt. Der Glockenstuhl beherbergt zwei Glocken. In der gebrochenen Form ähnelt das Dach dem der Kirche in Großen-Buseck. Das originale Dachwerk aus dem 12. Jahrhundert ist erhalten. Die Südtür ist bei Chortürmen für das 13. Jahrhundert charakteristisch, ebenso das Kreuzrippengewölbe mit profilierten Rippen auf Konsolen und der runde Schlussstein, der mit einem Lamm und Kreuzfahne belegt ist. Der ursprünglich rundbogige Triumphbogen wurde später in einen Spitzbogen erhöht. Er ist zur Chorseite hin abgetreppt und hat zum Schiff eine 0,17 Meter breite Fase. Der verkröpfte Kämpferstein hat eine Platte über Schräge. Die ursprünglich spitzbogige Südtür wurde im 19. Jahrhundert erneuert. Das spitzbogige Ostfenster hat zweiteiliges Maßwerk mit Dreipass und datiert aus der ersten Hälfte des 14. Jahrhunderts, ein spätgotisches Nordfenster aus dem frühen 16. Jahrhundert und ein rundbogiges Südfenster aus dem 19. Jahrhundert.
Der Fischgrätenverband im Mauerwerk des Langhauses (besonders in der Nordseite) deutet darauf hin, dass es älter als der Turm ist. Des Weiteren weist die im Turmmauerwerk ablesbare ursprüngliche Dachschräge von 40° auf eine Entstehung in romanischer Zeit. Das heutige, steilere Kehlbalkendachwerk stammt aus gotischer Zeit. Die 1906 eingezogene Flachdecke hat einen Unterzug, der frei vor dem Triumphbogen endet. Die originalen Fenster sind nicht erhalten. Das Südportal ist sekundär vermauert und hat nicht mehr den Schlussstein. Die Gewände der rundbogigen Fenster und des Westportals stammen aus dem Jahr 1858. Nur in der Südwand ist ein kleines spätgotisches Fenster mit Vorhangbogen erhalten.

## Ausstattung

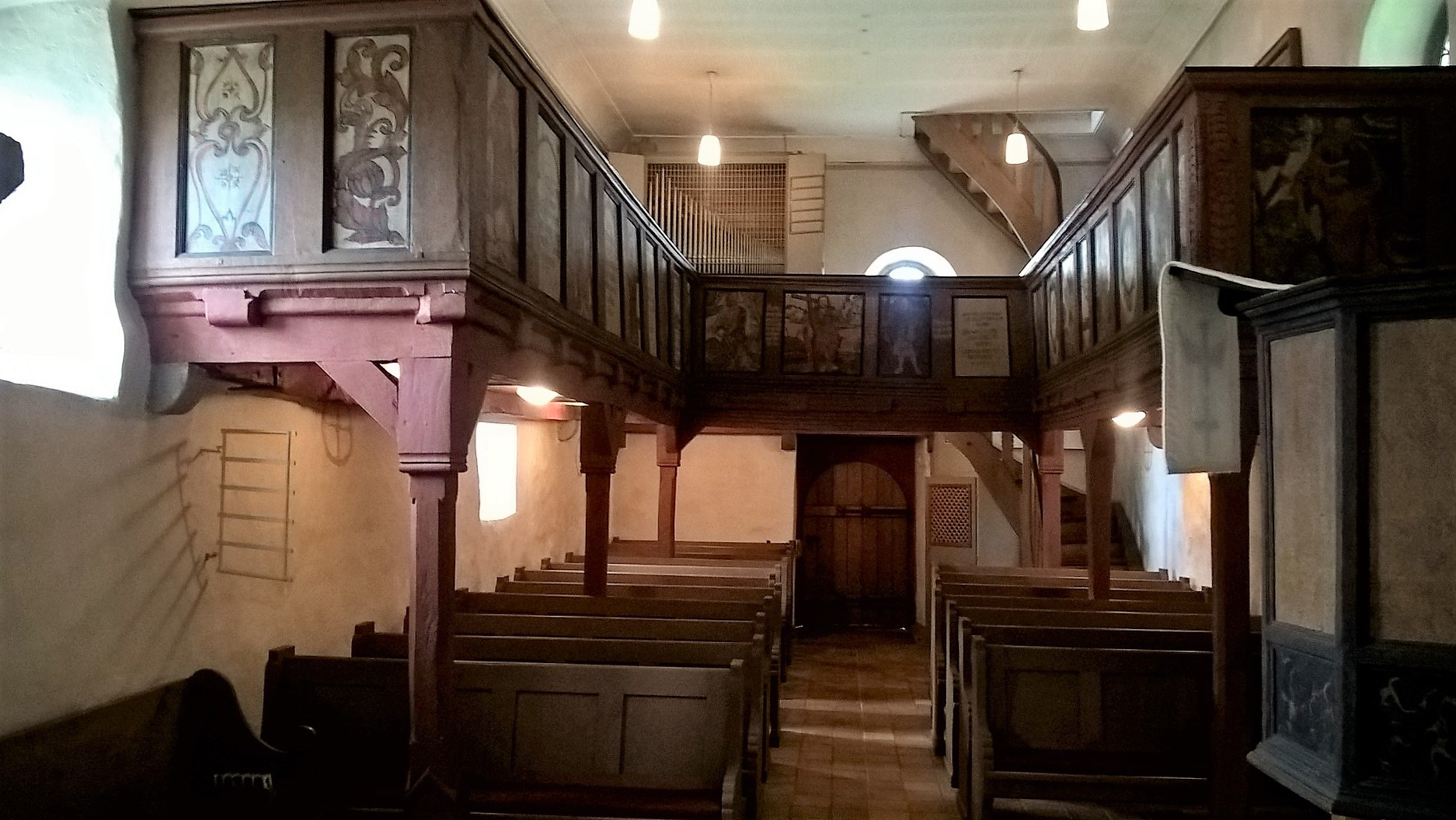
Innenraum mit Blick nach Westen

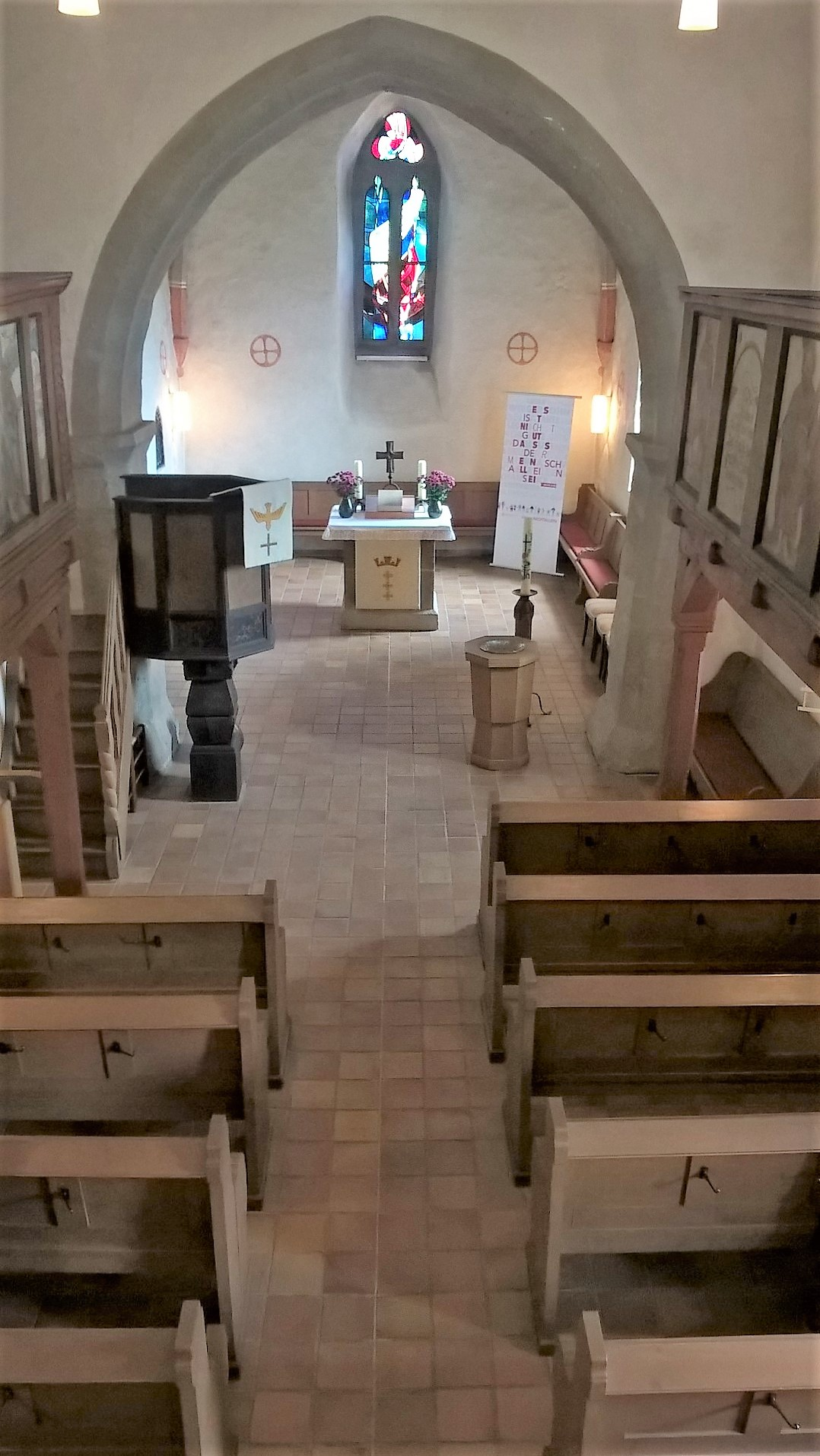
Blick nach Osten

Die farbig gefassten Stuckreliefs aus dem Jahr 1734 in den Gewölbekappen des Chors zeigen die vier Evangelisten mit ihren entsprechenden Symbolen. Die Winkelempore im Langhaus von 1692 auf der Nord- und Westseite wurde wenig später durch die Südempore dreiseitig umlaufend erweitert und die Nordempore im Jahr 1734 bis zum Triumphbogen verlängert. Sie ruht auf viereckigen Holzpfosten. Die Malereien auf den Emporenbrüstungen zeigen Schriftkartuschen mit Sätzen aus dem Glaubensbekenntnis im Wechsel mit Apostelfiguren und Christus.
Die Wände im Schiff und Chor tragen ringsum Weihekreuze. Der aufgemauerte Blockaltar steht auf der Mittelachse im Chor. Das hölzerne Altarkruzifix von 1702 hat in einer Nische in der Nordwand neben der Kanzel seinen Platz erhalten. Die rundbogige Nische zeigt Reste mittelalterlicher Malereien in Form von Blumen und Ranken, die Kirchenmaler Faulstich 1953 entdeckt und freigelegt hat. Die achteckige Kanzel am nördlichen Chorbogen ruht auf einem viereckigen Fuß. Die Kanzelfelder werden durch Leisten gegliedert. In der Nordwand des Chors ist der Grabstein der Eleonore von Waldenheim (* 10. März 1716; † 18. Februar 1777) eingelassen (0,96 Meter breit, 1,87 Meter hoch).

## Orgel

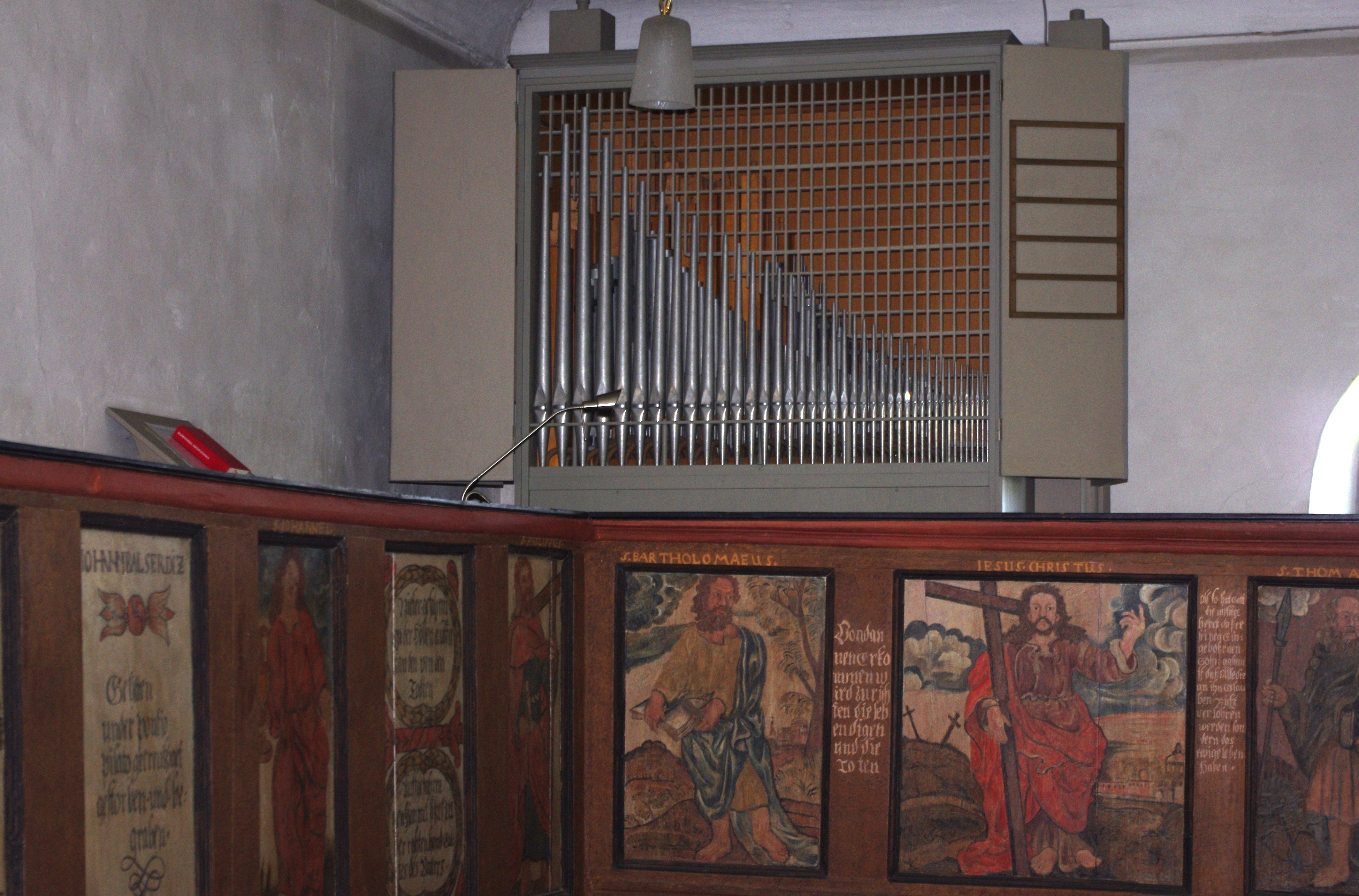
Noeske-Orgel

Friedrich Wilhelm Bernhard, Sohn von Johann Hartmann Bernhard, baute im Jahr 1858 eine Orgel mit sieben Registern auf der neu errichteten Ostempore im Chor. Der Flachprospekt war durch drei Rundbögen, dessen mittlerer leicht überhöht war, gegliedert und nach oben von einem flachen Giebel abgeschlossen. Nach dem Verkauf der Orgel im Jahr 1978 schaffte die Gemeinde ein gebrauchtes Instrument von Dieter Noeske an, das um 1960 gebaut worden war. Das einmanualige Instrument verfügt über fünf Register. Die Disposition lautet wie folgt:
| I Manual C–f3 |      |
| Rohrgedackt   | 8′   |
| Spitzflöte    | 4′   |
| Principal     | 2′   |
| Scharf II–III | 1⁄2′ |

| Pedal C–f1 |     |
| Pommer     | 16′ |